# 加里薩郡

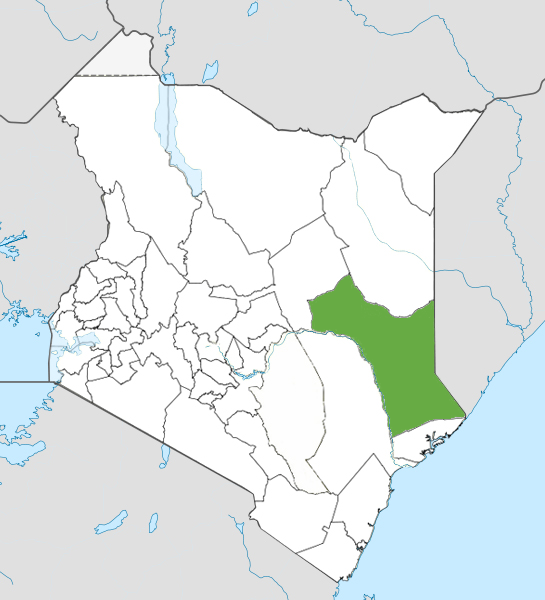

加里薩郡，是肯尼亞的一個郡，位於該國東北部，由東北省負責管轄，首府設於加里薩，始建於2013年3月4日，面積45,720平方公里，海拔高度1,138米，2009年人口623,060，人口密度每平方公里13.63人。